# Set Catena
La Set Catena è una catena montuosa presente nell'emisfero nord di Tritone, il principale satellite naturale di Nettuno; il suo nome deriva da quello di Seth, un mostro marino che nella mitologia egizia impersonificava il male.